# Virieu-le-Grand
Virieu-le-Grand is een gemeente in het Franse departement Ain (regio Auvergne-Rhône-Alpes). De plaats maakt deel uit van het arrondissement Belley. Virieu-le-Grand telde op 1 januari 2022 1.110 inwoners.

## Geografie
De oppervlakte van Virieu-le-Grand bedroeg op 1 januari 2022 12,55 vierkante kilometer; de bevolkingsdichtheid was toen 88,4 inwoners per km².
De onderstaande kaart toont de ligging van Virieu-le-Grand met de belangrijkste infrastructuur en aangrenzende gemeenten.

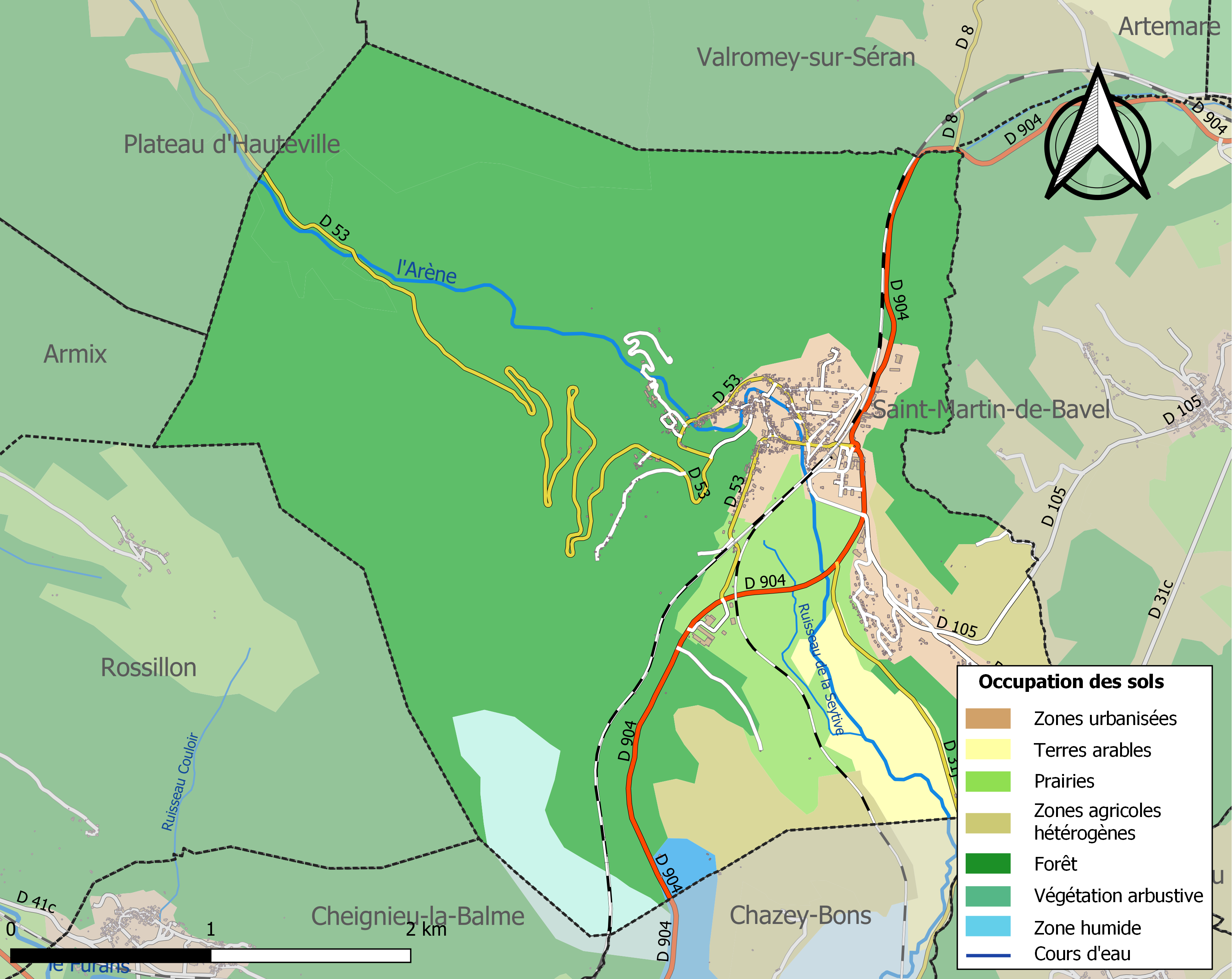

## Demografie
Onderstaande figuur toont het verloop van het inwonertal (bron: INSEE-tellingen).
Vanwege een beveiligingsprobleem met de MediaWiki Graph-software is het momenteel niet mogelijk deze grafiek weer te geven. Zodra de software is bijgewerkt zal de grafiek vanzelf weer zichtbaar worden.